# Georg von Gloy
Georg Johann Detlev von Gloy (* 3. September 1823 in Reval, Gouvernement Estland, Russisches Kaiserreich; † 8. Oktober 1905 in Wiesbaden, Deutsches Kaiserreich) war ein baltendeutscher Kommunaljurist und der letzte präsidierende Bürgermeister von Reval.

## Leben

### Herkunft und Familie
Der Vater Johann Georg Heinrich von Gloy war Jurist und Bürgermeister in Reval, die Mutter war Henriette Pauly.
Georg von Gloy war mit Emma, einer Tochter des Arztes Gustav Eduard von Meyer und von Catharina Salemann, seit 1856 verheiratet. Sie hatten vier Töchter. Nach dem Tod der Ehefrau 1877 heiratete er im darauffolgenden Jahr deren Schwester Agnes. Diese Ehe blieb ohne Nachkommen. 

### Werdegang
Georg von Gloy besuchte seit 1836 die Domschule zu Reval und studierte ab 1843 Jura an der Kaiserlichen Universität Dorpat. 1850 erwarb er einen Abschluss als Kandidat der Rechtswissenschaft (cand. jur.).
Ab 1849 arbeitete von Gloy als Gehilfe im Stadtwaisengericht und im evangelischen Stadtkonsistorium, von 1854 bis 1858 dann als Sekretär. 1867 wurde er Ratsherr. Seit 1870 war von Gloy als Assessor bei der Polizeiverwaltung tätig, seit 1877 beim Stadtkonsistorium. 1878 wurde er auch Stadtrat im neuen Stadtamt von Reval.
1884 wurde Georg von Gloy zu einem der vier Bürgermeister von Reval gewählt, 1886 zum wortführenden Bürgermeister (Präsidenten). Dieser hatte nur noch begrenzte Kompetenzen, die Leitung der Stadtverwaltung hatte seit 1877 ein Stadthaupt (seit 1885 Viktor von Maydell). Georg von Gloy wurde auch Vorsitzender der Zivilabteilung des Niedergerichts und Vorsitzender des See- und Frachtgerichts (1886–1887) sowie Präsident des Stadtwaisengerichts (1887–1890).
Am 2. Dezember 1889 endete seine Tätigkeit als wortführender Bürgermeister mit der Aufhebung der alten Ratsverfassung Revals, die seit dem Mittelalter in der Stadt gegolten hatte. Er zog 1890 nach Wiesbaden und verbrachte dort seinen Lebensabend.
Von der Versteigerung seiner Münz- und Medaillensammlung nach seinem Tod 1905 ist der Auktionskatalog erhalten.